# نيل فولكنير
نيل فولكنير (بالإنجليزية: Neil Faulkner)‏ هو عالم آثار وصحفي بريطاني، ولد في 1957 في لندن في المملكة المتحدة.